# Элли, Кёрсти
Кёрсти Луиз Элли (англ. Kirsten Louise "Kirstie" Alley; 12 января 1951, Уичито, Канзас — 5 декабря 2022, Тампа, Флорида) — американская актриса, наиболее известная по роли Ребекки Хоу в ситкоме «Весёлая компания» (1987—1993), за которую она получила премии «Эмми» и «Золотой глобус», а также по роли в ситкоме «Салон Вероники» (1997—2000). Она также известна по роли в фильме «Уж кто бы говорил» (1989) и его двух сиквелах.

## Ранние годы
Кёрсти Луиз Элли родилась в Уичито, штат Канзас. Она получила образование в Wichita Southeast High School, где также была черлидершей, которую окончила в 1969 году. В автомобильной катастрофе в 1981 году погибла мать Кёрсти — Лиллиан Микки (урождённая Хитон), а отец, Роберт Дил Элли, был владельцем деревообрабатывающей фабрики, получил тяжёлые травмы. Есть сестра Колетт и брат Крейг. Училась в Университете штата Канзас.

## Карьера
Элли дебютировала на экране в 1982 году в фильме «Звёздный путь 2: Гнев Хана». В 1989 году она снялась вместе с Джоном Траволтой в семейной комедии «Уж кто бы говорил», которая имела огромный успех в прокате, собрав почти 300 млн долларов. После успеха картины последовало два сиквела, которые не имели успеха. В последующие годы актриса снялась в ещё нескольких фильмах, таких как «Сумасшедший дом», «Братья-сёстры, соперники-соперницы», «Деревня проклятых», «Двое: я и моя тень» и «И в бедности и в богатстве».
Элли добилась наибольшей известности по роли в комедийном сериале «Весёлая компания», который принёс ей премию «Эмми» в категории «Лучшая актриса в комедийном сериале» в 1991 году. В 1994 году она выиграла ещё одну «Эмми», на этот раз в категории «Лучшая актриса в мини-сериале или фильме» за роль в телефильме «Мать Дэвида». Элли сыграла ещё одну главную роль в карьере, в ситкоме «Салон Вероники», который выходил в 1997—2000 годах. Она получила ещё по одной номинации на «Эмми» и «Золотой глобус» за свою роль.
После закрытия сериала «Салон Вероники» у Элли начались проблемы с лишним весом, из-за чего она в основном появлялась в различных реалити-шоу, таких как «Жирная актриса» и «Большая жизнь Кёрсти Элли». Весной 2011 года она принимала участие в 12 сезоне популярного телешоу «Танцы со звездами», благодаря которому она смогла возродить свою карьеру. Элли заняла второе место в конкурсе.
В 2013 году Элли вернулась на телевидение с главной ролью в собственном ситкоме «Кёрсти» на TV Land. В 2016 году Кёрсти присоединилась к актёрскому составу сериала «Королевы крика», исполнив роль доктора Хуффел.
В 2022 году она участвовала в седьмом сезоне шоу «Певец в маске».

## Личная жизнь

### Браки и дети
С 1971 по 1977 год Элли была замужем за своим школьным возлюбленным Робертом Данном Элли, у которого, по совпадению, было то же имя, что и у её отца.
С 1983 по 1997 год Элли была замужем за актёром Паркером Стивенсоном. После того, как в сентябре 1991 года её единственная беременность закончилась выкидышем на третьем месяце беременности, они усыновили двоих детей: сына Уильяма Тру (род. 28 сентября 1992) и дочь Лилли Прайс (род. 15 июня 1994). У Элли было трое внуков: Уэйлон Трипп (род. в июне 2016), Ребел и Рипп Вудроу (род. 5 июля 2021).

### Саентология
Элли была последовательницей саентологии.
Элли имела кокаиновую зависимость, она прошла Нарконон, программу лечения наркомании, связанную с саентологией и справилась с зависимостью.
В мае 2000 года она приобрела особняк площадью 5200 квадратных футов (480 квадратных метров) на набережной у Лизы Мари Пресли за 1,5 миллиона долларов. Дом находится в Клируотере, штат Флорида, в духовной штаб-квартире Церкви Саентологии. Элли пожертвовала церкви 5 миллионов долларов в 2007 году.

### Политика
В августе 2015 года она написала в Твиттере, что не будет поддерживать Хиллари Клинтон, кандидата от Демократической партии, во время президентских выборов 2016 года, а 8 апреля 2016 года она написала о своей поддержке республиканцев Дональда Трампа и Руди Джулиани. 8 октября 2016 года Элли отказалась от своей поддержки Трампа, написав в Твиттере: «Я ненавижу эти выборы, и я официально больше не поддерживаю ни одного из кандидатов».
В октябре 2020 года она заявила, что голосовала за Трампа в 2016 году и намеревалась проголосовать за него снова в 2020 году. Она также поддержала республиканца Джона Джеймса на выборах в Сенат Соединённых Штатов в 2020 году в Мичигане.

## Смерть
В мае 2022 года, после визита к врачу по поводу боли в спине, у Элли диагностировали рак толстой кишки IV стадии. Она прошла курс химиотерапии в онкологическом центре Моффитта в Тампе, штат Флорида. 5 декабря 2022 года, несмотря на лечение, Элли умерла в своём доме в Клируотере за месяц до своего 72-летия.
Бывший муж Элли, Паркер Стивенсон, её дети Уильям и Лилли, партнёр по фильму «Уж кто бы говорил» Джон Траволта и другие знаменитости выразили свои соболезнования в социальных сетях. Коллеги по сериалу «Весёлая компания» Тед Дэнсон, Келси Грэммер и Реа Перлман также опубликовали заявления, посвящённые её памяти.

## Фильмография

### Кино
| Год  | Название на русском                | Оригинальное название           | Роль                     | Примечания          |
| ---- | ---------------------------------- | ------------------------------- | ------------------------ | ------------------- |
| 1982 | Звёздный путь 2: Гнев Хана         | Star Trek II: The Wrath of Khan | младший лейтенант Саавик |                     |
| 1983 | Ещё один шанс                      | One More Chance                 | Шейла                    |                     |
| 1984 | Чемпионы                           | Champions                       | Барбара                  |                     |
| 1984 | —                                  | Blind Date                      | Клэр Симпсон             |                     |
| 1984 | Бунт роботов                       | Runaway                         | Джеки Роджерс            |                     |
| 1987 | Летняя школа                       | Summer School                   | Робин Бишоп              |                     |
| 1988 | У неё будет ребёнок                | She’s Having A Baby             | в роли самой себя        | не указана в титрах |
| 1988 | Огонь на поражение                 | Shoot to Kill                   | Сара Реннелл             |                     |
| 1989 | Герой-любовник                     | Loverboy                        | доктор Джойс Палмер      |                     |
| 1989 | Уж кто бы говорил                  | Look Who’s Talking              | Молли Дженсен            |                     |
| 1990 | Сумасшедший дом                    | Madhouse                        | Джесси Баннистер         |                     |
| 1990 | Братья-сёстры, соперники-соперницы | Sibling Rivalry                 | Марджори Тернер          |                     |
| 1990 | Уж кто бы говорил 2                | Look Who’s Talking Too          | Молли Дженсен            |                     |
| 1993 | Уж кто бы говорил 3                | Look Who’s Talking Now          | Молли Убриакко           |                     |
| 1994 | —                                  | 3 Chains o’ Gold                | Ванесса Бартоломью       | сразу на видео      |
| 1995 | Деревня проклятых                  | Village of the Damned           | доктор Сьюзан Вернер     |                     |
| 1995 | Двое: Я и моя тень                 | It Takes Two                    | Дайан Барроуз            |                     |
| 1996 | Костолом                           | Sticks & Stones                 | мама Джои                |                     |
| 1997 | Невада                             | Nevada                          | Макгилл                  |                     |
| 1997 | Разбирая Гарри                     | Deconstructing Harry            | Джоан                    |                     |
| 1997 | И в бедности и в богатстве         | For Richer or Poorer            | Кэролайн Сэкстон         |                     |
|      | Зубная фея                         | Toothless                       | Кэтрин Льюис             |                     |
| 1999 | Игра Мао                           | The Mao Game                    | Дайан Хайленд            |                     |
| 1999 | Убийственные красотки              | Drop Dead Gorgeous              | Глэдис Лиман             |                     |
| 2004 | Назад за решётку                   | Back by Midnight                | Глория Бомонт            |                     |
| 2013 | Сироп                              | Syrup                           | в роли самой себя        |                     |
| 2015 | Любовная загвоздка                 | Accidental Love                 | тётя Рита                |                     |

### Телевидение
| Год       | Название на русском                        | Оригинальное название                | Роль                         | Примечания                                                                          |
| --------- | ------------------------------------------ | ------------------------------------ | ---------------------------- | ----------------------------------------------------------------------------------- |
| 1978      | Кварк                                      | Quark                                | служанка                     | эпизод: The Old and the Beautiful; не указана в титрах                              |
| 1983      | —                                          | Highway Honeys                       | одурманенная леди            | телефильм                                                                           |
| 1983      | Лодка любви                                | The Love Boat                        | Мэрион Стивенс               | эпизод: The World’s Greatest Kisser/Don’t Take My Wife, Please/The Reluctant Father |
| 1983—1984 | Маскарад                                   | Masquerade                           | Кейси Коллинз                | телесериал; основная роль                                                           |
| 1984      | Запрещённые тайны                          | Sins of the Past                     | Патрис Кантуэлл              | телефильм                                                                           |
| 1985      | История «Банни»                            | A Bunny’s Tale                       | Глория Стайнем               | телефильм                                                                           |
| 1985—1986 | Север и Юг                                 | North and South                      | Вирджилия Хазард             | мини-сериал;основная роль                                                           |
| 1985—1987 | Автостопщик                                | The Hitchhiker                       | Джейн Л. / Анджелика         | телесериал; 2 эпизода                                                               |
| 1986      | Принц из Бель-Эйр                          | Prince of Bel Air                    | Джейми Харрисон              | телефильм                                                                           |
| 1986      | Старк: Зеркальное отражение                | Stark: Mirror Image                  | Мэгги Картер                 | телефильм                                                                           |
| 1987      | —                                          | Infidelity                           | Элли Денато                  | телефильм                                                                           |
| 1987—1993 | Весёлая компания                           | Cheers                               | Ребекка Хоу                  | телесериал; основная роль                                                           |
| 1988      | 60-й день рождения Микки                   | Mickey’s 60th Birthday               | Ребекка Хоу                  | телефильм                                                                           |
| 1990      | День Земли, специальный выпуск             | The Earth Day Special                | Ребекка Хоу                  | телефильм                                                                           |
| 1991      | —                                          | Flesh ’n’ Blood                      | Старр Бакстер                | эпизод: Arlo and Starr                                                              |
| 1993      | Крылья                                     | Wings                                | Ребекка Хоу                  | эпизод: I Love Brian                                                                |
| 1994      | Мать Дэвида                                | David’s Mother                       | Салли Гудсон                 | телефильм                                                                           |
| 1995      | Петя и волк                                | Peter and the Wolf                   | Энни / птичка / утка / кошка | телевизионный мультфильм; озвучивание                                               |
| 1996      | Сияющий город                              | Radiant City                         | Глория Гудман                | телефильм                                                                           |
| 1996      | Наперекор судьбе                           | Suddenly                             | Марти Дойл                   | телефильм                                                                           |
| 1997      | —                                          | Ink                                  | Далия                        | эпизод: Breaking the Rules                                                          |
| 1997      | Зубная фея                                 | Toothless                            | доктор Кэтрин Льюис          | телефильм                                                                           |
| 1997—1998 | Последний дон                              | The Last Don                         | Роуз Мари Клерикуцио         | мини-сериал; основная роль                                                          |
| 1997—2000 | Салон Вероники                             | Veronica’s Closet                    | Вероника Чейз                | телесериал; основная роль                                                           |
| 2001      | Блондинка                                  | Blonde                               | Элси                         | мини-сериал; 2 эпизода                                                              |
| 2001      | Дарма и Грег                               | Dharma & Greg                        | доктор Тиш                   | эпизод: The End of the Innocence: Part 1                                            |
| 2002      | Город демонов                              | Glory Days                           | агент Майка                  | эпизод: Unaired Pilot                                                               |
| 2002      | Судебный процесс над салемскими ведьмами   | Salem Witch Trials                   | Энн Путман                   | телефильм                                                                           |
| 2003      | —                                          | Profoundly Normal                    | Донна Ли Шелби Торнтон       | телефильм                                                                           |
| 2004      | Без следа                                  | Without A Trace                      | Норин Рааб                   | эпизод Risen                                                                        |
| 2004      | Семейные Грехи                             | Family Sins                          | Бренда Гек                   | телефильм                                                                           |
| 2004      | После моей смерти                          | While I Was Gone                     | Джо Беккетт                  | телефильм                                                                           |
| 2004      | —                                          | Untitled Dan Staley/Rob Long Project | н/д                          | телефильм                                                                           |
| 2005      | Толстая актриса                            | Fat Actress                          | в роли самой себя            | телесериал; основная роль                                                           |
| 2006      | Король Квинса                              | King of Queens                       | в роли самой себя            | эпизод: Apartment Complex                                                           |
| 2007      | Приключения сценаристки в дебрях Голливуда | Write & Wrong                        | Берди Лэнгдон                | телефильм                                                                           |
| 2007      | —                                          | The Minister Of Divine               | Сидни Хадсон                 | телефильм                                                                           |
| 2012      | —                                          | The Manzanis                         | Анджела                      | телефильм                                                                           |
| 2013      | Продавцы детей                             | Baby Sellers                         | Карла Хаксли                 | телефильм                                                                           |
| 2013—2014 | Кёрсти                                     | Kirstie                              | Мэдди Бэнкс                  | телесериал; основная роль                                                           |
| 2013—2014 | Красотки в Кливленде                       | Hot in Cleveland                     | Мэдди Бэнкс                  | телесериал; 2 эпизода                                                               |
| 2015      | Бывает и хуже                              | The Middle                           | Пэм Стаггс                   | эпизод: Pam Freakin’ Staggs                                                         |
| 2016      | С чистого листа                            | Flaked                               | Джеки                        | эпизод: Palms                                                                       |
| 2016      | Королевы крика                             | Scream Queens                        | Ингрид Хоффел                | телесериал; 10 эпизодов                                                             |
| 2019      | Голдберги                                  | The Goldbergs                        | Дженис Бартлетт              | эпизод: Food in a Geoffy                                                            |
| 2020      | —                                          | You Can’t Take My Daughter           | Сюзанн                       | телефильм                                                                           |

## Награды
- Золотой глобус

1991 — лучшая женская роль в телевизионном сериале — комедия или мюзикл («Весёлая компания»)
- People’s Choice Awards

1991 — лучшее женское исполнение на телевидении («Весёлая компания»)
1998 — лучшее женское исполнение в новом телесериале («Салон Вероники»)
- Прайм-таймовая премия «Эмми»

1991 — лучшая женская роль в комедийном телесериале («Весёлая компания»)
1994 — лучшая женская роль в мини-сериале или фильме («Мать Дэвида»)
10 ноября 1995 года актриса была удостоена звезды на голливудской «Аллее славы».